# Maria Goos
Maria Goos (ur. 24 maja 1930 w Brzuchowicach, zm. 13 listopada 2021) – polska entomolog.

## Życiorys
W 1945 przyjechała z rodzicami na Dolny Śląsk, gdzie zamieszkali w Strzelinie. Po ukończeniu gimnazjum w 1949 wstąpiła na Wydział Rolniczy Uniwersytetu Wrocławskiego, który ukończyła w 1955 z tytułem magistra inżyniera. doktorat obroniła w 1964, zaś w 1976 habilitowała się, a w 1972 została profesorem nadzwyczajnym w Wyższej Szkole Rolniczej we Wrocławiu.

## Praca naukowa
Zainteresowania naukowe Marii Goos obejmowały entomologię stosowaną. Zajmowała się owadami minującymi liście jabłoni i określaniem właściwych terminów zabiegów chemicznych oraz wpływem chemicznych środków ochrony roślin na środowisko rolnicze.
Badała wpływ środków mszycobójczych na inne stawonogi w uprawach buraków cukrowych.
Jej dorobek obejmuje 50 publikacji. Była współautorką (ze swoim mężem Adamem) książki „Niebezpieczeństwa związane ze stosowaniem środków chemicznych ochrony roślin” i skryptu.

## Pełnione funkcje
W latach 1979 – 1981 była zastępcą dyrektora Instytutu Ochrony Roślin. Od 1984 do 1987 była Prodziekanem Wydziału Rolnictwa Akademii Rolniczej we Wrocławiu a w latach 1993 – 2000 Kierownikiem Katedry Entomologii Rolniczej AR we Wrocławiu.
W latach 1974–1979 opiekowała się biblioteką Polskiego Towarzystwa Entomologicznego.

## Odznaczenia
Odznaczona Złotym Krzyżem Zasługi (w 1973) oraz Krzyżem Kawalerskim Orderu Odrodzenia Polski (w 1984) i Złotą Odznaką Polskiego Towarzystwa Entomologicznego (w 2004).